# 十八般兵器
十八般兵器的说法来自十八般武艺，最早见于南宋华岳编的兵书《翠微北征录》，但是未有具体地列出各种类。中國兵器的种类远超18这一数量，因此十八般兵器乃列舉最具代表性的十八種兵器概括描述。

## 各种流传的说法

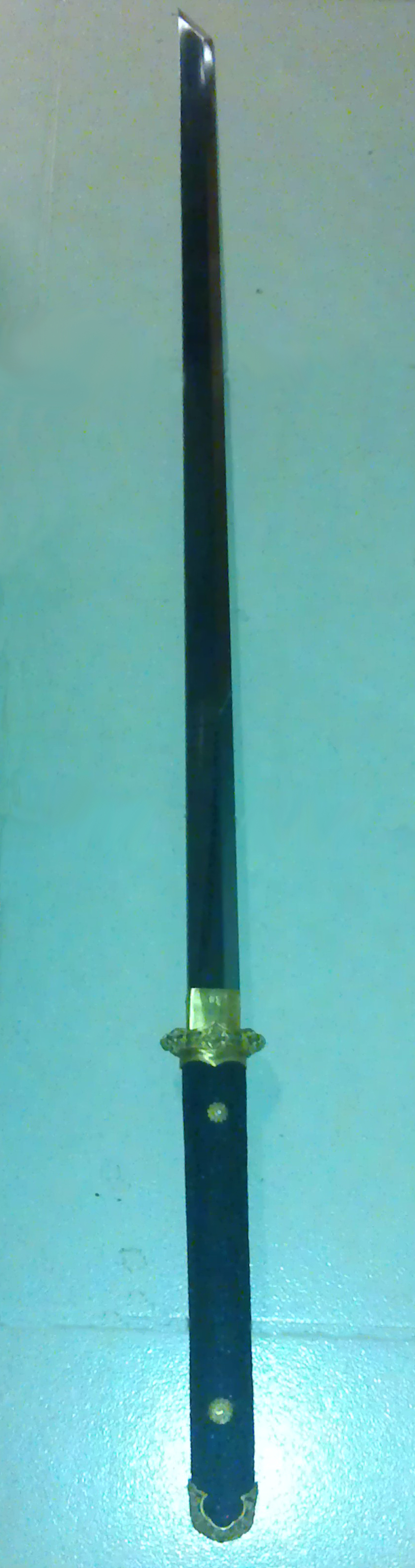
今人復原唐代“寶刀”（橫刀）

- 明朝福建人謝肇淛编纂的《五雜組》列出“十八般武艺”：“一弓、二弩、三枪、四刀、五剑、六矛、七盾、八斧、九钺、十戟、十一鞭、十二锏、十三挝、十四殳、十五叉、十六耙、十七绵绳套索、十八白打[1]。”
- 同样成书于明朝的《水浒传》写到的十八般兵器：“矛锤弓弩铳，鞭锏剑链挝；斧钺並戈戟，牌棒與枪杈。”
- 另说十八般兵器：“刀、枪、剑、戟、棍、棒、槊、镋、斧、钺、铲、耙、鞭、锏、锤、叉、戈、矛”等十八种武术器械。
- 还有一种说法十八般兵器包括“九长九短”：九长是枪、戟、棍、钺、叉、钂、钩、槊、鏟；九短是刀、剑、拐、斧、鞭、锏、锤、杵、棒。
- 然而最常见的说法是十八般用具：刀枪剑戟，斧钺钩叉，镋棍槊棒，鞭锏锤撾，拐子流星。
- 戲劇中所使用的十八般武藝：三尖兩刃刀、蛇矛、槊、棍、斧、钂、双頭槍、戟、叉、槍、刀、虎頭牌、錘、籐牌、腰刀、單刀、扑刀、杵、劍、鞭、鐧。
- 劉家良主演的電影十八般武藝所展示的武器分別為：護手鈎、雙鎚、雙扳斧、呂布戟（方天畫戟）、雙刀、單刀、劍、纓槍、三節鞭、雙匕首、雙拐、月牙鏟、單頭棍（鼠尾棍）、大鈀（耙）、籐牌、柳葉刀、三節棍、白打（赤手空拳）、青龍偃月刀（關刀）（此兵器並沒有列出，僅作反射陽光反擊奸角的催眠術）

## 影响
在日本江户时代，受中国的“十八般兵器”或者“十八般武艺”的影响，日本有“武艺十八般”的说法，包括剑道、骑术、游泳等，而“十八番”一词更已被用于指代某人擅长的技能。
现代十八般兵器一词常被作为全套必备用品的代名词而使用，如“恋爱中的十八般兵器”、“办公自动化的十八般兵器”，等等。